# Ready, Willing and Able
Ready, Willing and Able ist eine US-amerikanische Musicalfilmkomödie aus dem Jahr 1937. Der Film wurde von Samuel Bischoff, Hal B. Wallis und Jack L. Warner unter der Regie von Ray Enright bei Warner Bros. produziert und in Schwarzweiß gedreht. Das Drehbuch schrieben Jerry Wald, Sig Herzig und Warren Duff nach einer Geschichte von Richard Macaulay. Die Premiere fand am 6. März 1937 in den USA statt.

## Handlung
Die beiden New Yorker Theaterproduzenten Barry Granville und Pinky Blair planen ein neues Bühnenstück. Die Finanzierung ist jedoch an die Bedingung geknüpft, die britische Schauspielerin Jane Clark zu engagieren. Als diese am Hafen von ihrem Schiff abgeholt werden soll, kommt es jedoch zu einer Verwechselung, und stattdessen wird die gleichnamige Amerikanerin Jane Clark abgeholt. Diese träumt von einer Karriere am Broadway und ergreift ihre Chance, indem sie so tut, als sei sie die britische Jane. Als die britische Jane auftaucht, droht diese mit Klage und weigert sich, in dem Musical aufzutreten. Doch wird sie kaum in New York angekommen von einem Schauspielkollegen erkannt als Mädchen aus Brooklyn, so dass sie notgedrungen einwilligt, die Rolle zu übernehmen. Die Produktionsfirma schaltet sich nun ein, will die Finanzierung für Barry und Pinky streichen und die Show selbst produzieren. Schließlich gelingt es jedoch, die Show mit Hilfe von Truman Hardy, dem einstigen Verlobten der amerikanischen Jane zu finanzieren. Barry versöhnt sich mit ihr und gesteht ihr seine Liebe.

## Trivia
Ross Alexander erschoss sich am 2. Januar 1937 nach Abschluss der Dreharbeiten zu Ready, Willing and Able, so dass er nie eine fertige Version des Filmes zu sehen bekam. Obwohl Alexander die männliche Hauptrolle innehat, ist er nur an fünfter Stelle im Filmvorspann mit den Nebendarstellern genannt, da das Studio befürchtete, die Publicity um seinen Freitod würde dem Film schaden.

## Rezeption
“…[Ready, Willing and Able]… overestimates itself by two-thirds, possibly by three…”

„…[Ready, Willing and Able]… überschätzt sich selbst zu auf zwei Dritteln der Länge, vielleicht auch auf drei…“

## Auszeichnungen
Bobby Connolly wurde 1938 für das Stück Too Marvelous for Words für einen Oscar in der Kategorie Beste Tanzregie nominiert.